# Luis Díaz Viana
Luis Diaz Viana (né à Zamora en juin 1951) est un anthropologue, philologue et écrivain espagnol. Il est considéré comme un pionnier de l'anthropologie espagnole, spécialisé dans la culture populaire, l'ethnologie et les identités. Il est considéré comme un pionnier de l'anthropologie espagnole, spécialisé dans la culture populaire, l'ethnologie et les identités. Il est chercheur au Conseil supérieur de la recherche scientifique (Consejo Superior de Investigaciones Científicas, CSIC).
Il publie de nombreux livres et articles scientifiques ainsi que, dans sa facette d'écrivain, des romans et recueils de poésie. Il reçoit le Prix Castille-et-León des Sciences Sociales et Humaines 2015 pour sa trajectoire dans le domaine de l’anthropologie sociale et culturelle. Il est également conseiller de l’Institut de la Culture Traditionnelle de Ségovie Manuel González Herrero.

## Biographie

### Études et fondations

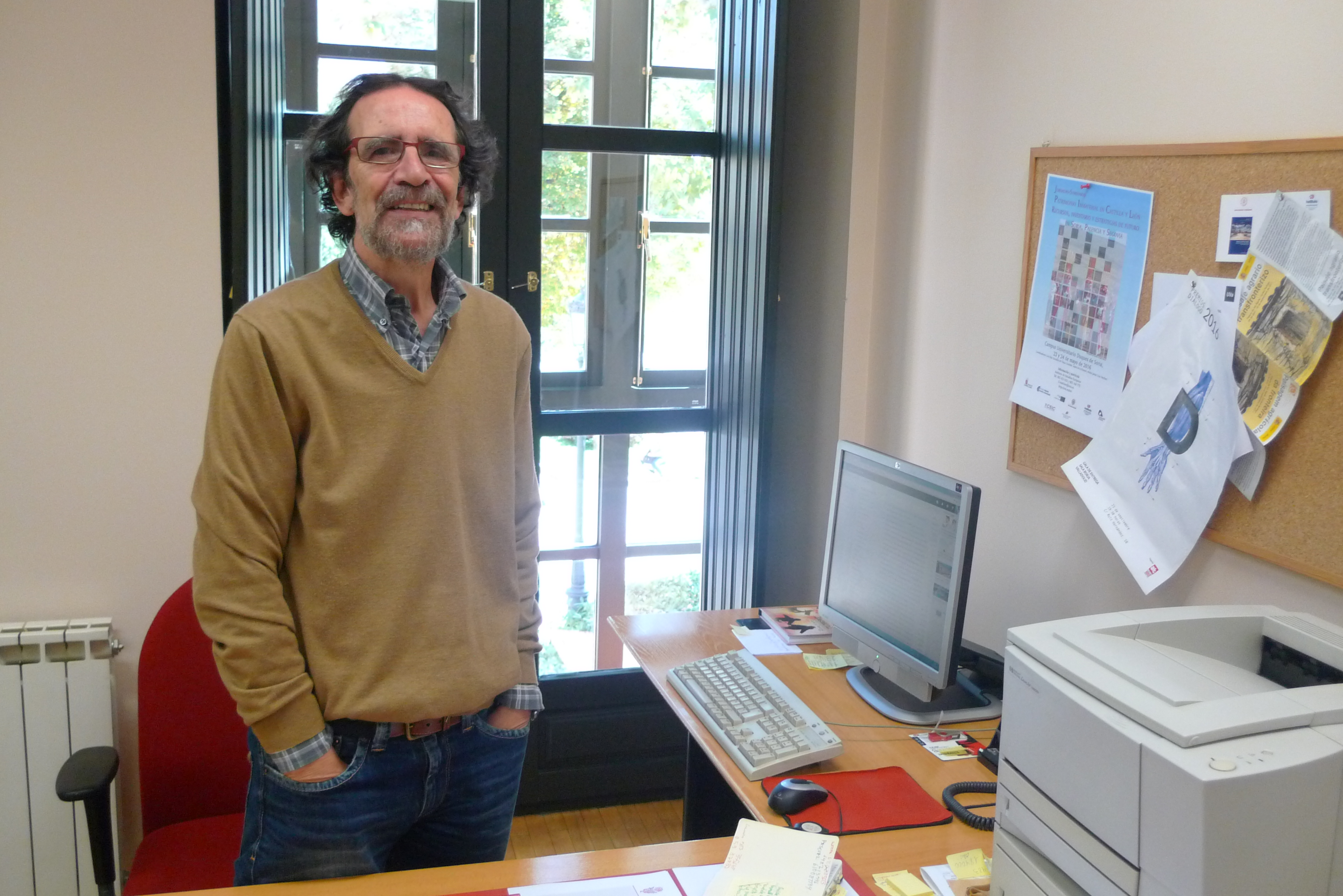
Luis Díaz Viana en 2016.

Díaz Viana étudie la philologie romane à l'université de Valladolid et obtient son diplôme en 1977. Il obtient son doctorat en 1979 avec la thèse intitulée El Romancero Oral en la provincia de Valladolid, publiée dans les deux premiers volumes du Catálogo Folklórico de la Provincia de Valladolid. Il est professeur à l'Institut d'enseignement secondaire de Soria, obtenant le poste de professeur d'anthropologie sociale à l'université de Salamanque en 1992, poste qu'il occupe jusqu'en 1995,,,.
Il est professeur chercheur au Conseil supérieur de la recherche scientifique (Consejo Superior de Investigaciones Científicas, CSIC), qu'il rejoint en tant que collaborateur scientifique en 1995. Il est chef du département d'anthropologie d'Espagne et d'Amérique, puis rattaché au domaine d'anthropologie de l'Institut de langue, de littérature et d'anthropologie du Centre des sciences humaines et sociales du CSIC. En 2013, il devient chercheur associé à l'Institut d'études européennes (université de Valladolid) en tant que personnel temporairement déplacé (conformément à l'accord CSIC-université de Valladolid).
Il est chercheur associé à l'université de Berkeley de 1982 à 1984. Il est également professeur invité à Berkeley, à l'université du Texas à Austin et à l'université de Californie à Los Angeles, aux États-Unis, et à l'université nationale autonome du Mexique (UNAM).
Luis Díaz fonde en 1978 le Centro castellano de estudios folklóricos (« Centre castillan d'études folkloriques ») basé à la Casa de Zorrilla, dans la ville de Valladolid. Entre 1984 et 1987, il est responsable de la « Section d'études ethnologiques » du Conseil d'éducation et de culture de la Junte de Castille-et-León, dirigeant pendant cette période plusieurs cours sur la culture populaire organisés en collaboration avec l'université de Valladolid. En 1985, il a promu le premier « Congrès scientifique d'ethnologie et de folklore de Castille et León » et en 1999 le « Premier colloque international de littérature de chapbook ». Il préside le Comité d'organisation du « XIIe Congrès d'anthropologie de la Fédération des associations d'anthropologie » de l'État espagnol qui se tient à León en 2011.
Il est membre du comité de rédaction de la Revue de dialectologie et traditions populaires (CSIC) et directeur de la Collection de sources ethnographiques De acá y de allá (CSIC). Il est ou a été membre de différentes institutions : Institut Florián de Ocampo, Centre d'études sorianos, séminaire d'études narratives de l'université catholique du Pérou, Association européenne d'anthropologie sociale (EASA), Conseil mondial des associations anthropologiques (WCAA), Président élu de l'Association d'anthropologie de Castille-et-León, qu'il contribue à fonder en 1989. Il est également évaluateur du Comité permanent des sciences humaines de la Fondation européenne de la science,.
Il participe au projet de recherche du CSIC Fuentes de la etnografía española dirigé par Julio Caro Baroja qui, avec des professeurs de l'université de Berkeley comme Stanley Brandes et le folkloriste Alan Dundes, Luis Díaz considère l'un de ses professeurs.
Au milieu des années 1980, il promeut la recherche en anthropologie urbaine avec María Cátedra. Il a fait partie des équipes de recherche de projets comme El archivo del duelo — sur les expressions populaires qui ont lieu après les attentats du 11 mars 2004 — ou comme « Justice, mémoire, narration et culture ».
Il dirige le projet de recherche El retorno a la tierra. ¿Dónde mejor que aquí? Dinámicas y estrategias de los retornados al campo en Castilla y León (2013). Depuis 2012, il codirige à l'université de Valladolid, avec Dámaso J. Vicente Blanco, le Cours européen de formation en gestion du patrimoine culturel immatériel, et dirige l'équipe de chercheurs qui réalisent les pré-inventaires ethnographiques de plusieurs provinces de Castille-et-León. En 2016, est publié son livre El patrimonio cultural inmaterial de Castilla y León: propuestas para un atlas etnográfico : propositions pour un atlas ethnographique (CSIC), un livre qui rassemble les œuvres de plusieurs auteurs et qui se constitue comme un guide, un atlas ethnographique et un catalogue ethnologique de Castille-et-León.

### Pensée
Dès les premières publications des années 1970 du XXe siècle, Díaz Viana affirme l'importance de la tradition philologique des études folkloriques, soulignant l'importance des premières contributions des anthropologues étrangers pour l'histoire de l'anthropologie espagnole.
Pour l'anthropologue, de l'analyse des compilations de folklore on déduit que la conception de la tradition et du traditionnel est une invention historique récente fixée dans un canon construit culturellement à partir du romantisme et a de fortes implications idéologiques. L’anthropologue Díaz Viana dénonce l'acculturation actuelle lorsqu’elle est acceptée sans critique par la modernité à outrance — fétichisme technologique et logique du progrès économique — qui éloigne inévitablement de la réalité humaine. Il critique également certaines propositions visant à protéger l'environnement rural : un modèle conservationniste de la nature, des paysages et des campagnes qui a laissé les gens qui y vivent encore comme des figurines de barrages sur des cartes postales que certaines administrations conservent uniquement pour être visitées,.